# Mycetophila chilenensis
Mycetophila chilenensis är en tvåvingeart som beskrevs av Duret 1985. Mycetophila chilenensis ingår i släktet Mycetophila och familjen svampmyggor. Inga underarter finns listade i Catalogue of Life.